# Contea di Lawrence (Kentucky)
La contea di Lawrence in inglese Lawrence County è una contea dello Stato del Kentucky, negli Stati Uniti. La popolazione al censimento del 2000 era di 15 569 abitanti. Il capoluogo di contea è Louisa